# Całyk
Całyk (ros. Цалык) – wieś w Rosji, w Osetii Północnej, w rejonie prawobierieżnym. W 2010 liczyła 2067 mieszkańców.